# Antonio Filippini
Antonio Filippini, född 3 juli 1973 i Brescia, är en italiensk fotbollstränare och före detta fotbollsspelare. Hans tvillingbror Emanuele Filippini  är också fotbollstränare och före detta fotbollsspelare.

## Tränarkarriär
Efter den aktiva spelarkarriären började Filippini som ungdomstränare. Först i Brescia, men sedan även i andra klubbar. 15 januari 2016 fick han sitt första uppdrag som huvudtränare när han efterträdde Paolo Nicolato.

## Personligt
Antonio Filippini är även musiker och har släppt skivor med bandet Antonio Filippini and the Stalkers.